# Ironie dramatique
 (juillet 2020).
Si vous disposez d'ouvrages ou d'articles de référence ou si vous connaissez des sites web de qualité traitant du thème abordé ici, merci de compléter l'article en donnant les références utiles à sa vérifiabilité et en les liant à la section « Notes et références ».
L'ironie dramatique est une forme d'ironie générée par certaines situations dramatiques lorsque le spectateur dispose d'informations essentielles aux personnages que ces derniers ignorent ou interprètent mal. Bien exploitée, elle constitue un puissant outil utilisé en dramaturgie pour maintenir l'intérêt du public au cours de sa découverte de l'œuvre, puisqu'elle pose une sorte de question à laquelle ledit public attend une réponse, ce qu'Yves Lavandier appelle la question ironique : « Le personnage finira-t-il par découvrir ce qu'il ignore, et si oui comment ? ». Ce dispositif complète généralement la question dramatique mais peut même parfois, lorsqu'il est suffisamment solide, y suppléer entièrement. Dans le film Titanic, par exemple, un des enjeux majeurs pour le spectateur, qui sait dès le départ que le bateau éponyme va faire naufrage, est de découvrir comment les personnages montés à bord, qui eux sont ignorants de ce qui se prépare, vont finalement apprendre et gérer la catastrophe. L'autre suspense majeur est de savoir si Jack et Rose réussiront à vivre leur amour.
Une autre œuvre use de l'ironie dramatique : la prélogie de Star Wars. En effet, pour le spectateur qui a normalement vu la trilogie avant la prélogie, sait pertinemment qu'Anakin Skywalker deviendra Dark Vador. La mise en scène de la prélogie va dans ce sens : les mauvais pressentiments d'Obi-Wan et de Yoda, l'engrenage qui conduira à l'avènement de l'Empire ou encore la colère naissante d'Anakin qui l'amènera plus tard vers le côté obscur. Le spectateur est censé connaitre la fin, la question étant de savoir comment tout ceci s'est déroulé.
L'ironie dramatique peut générer divers effets.
Tout d'abord, celle-ci peut créer de la tragédie. Ainsi, dans Œdipe roi, le lecteur sait qu'Œdipe est lui-même l'assassin qu'il recherche tandis qu'Œdipe l'ignore. De même, dans Othello ou le Maure de Venise, il sait que Iago manigance la perte d'Othello mais Othello, Desdémone et Cassio l'ignorent. 
En outre, cette ironie peut susciter du suspense. Ainsi, dans La Mort aux trousses, le spectateur sait que Kaplan n'existe pas tandis que Roger et Vandamm l'ignorent. Dans La Grande Évasion, pareillement, il sait que les protagonistes essaient de s'évader alors que leurs gardiens allemands l'ignorent.
Enfin, l'ironie dramatique peut développer des effets de comédie. À tites d'exemple, dans Certains l'aiment chaud, le spectateur sait que Daphne et Josephine sont des hommes déguisés en femmes mais les autres personnages l'ignorent. Dans Le Dîner de cons, le spectateur sait de la même manière que Brochant a invité Pignon pour s'en moquer tandis que ce dernier l'ignore.